# West Bedlington
West Bedlington – civil parish w Anglii, w hrabstwie Northumberland. W 2011 civil parish liczyła 9951 mieszkańców.